# IBM PCjr
IBM PCjr je IBM-ov prvi pokušaj ulaska u tržište relativno jeftinih edukativnih i kućnih računala.

## Značajke
Najavljen je u studenom 1983., a pušten u prodaju u ožujku 1984. PCjr je postojao u dva modela: 4860-004, sa 64K memorije, po cijeni od 669 USD; i 4860-067, sa 128K memorije i 5,25" disketnim pogonom kapaciteta 360K, po cijeni od 1.269 USD.  PCjr obećavao je visoki stupanj kompatibilnosti s IBM PC-om, tada već popularnim poslovnim računalom, i nudio je ugrađenu grafiku u boji i zvuk usporediv ili boljim nego na ostalim kućnim računalima tada. Njegov Intel 8088 procesor takta 4,77 MHz bio je brži od ostalih računala koja su bila ciljana na kućno tržište, a njegova bežična infracrvena tipkovnica obećavala je stupanj pogodnosti koje nitko od konkurencije nije imao.
PCjr-ovo kodno ime je bilo "peanut" (kikiriki) (i bio je određen kao takav u nekolicini trgovačkih magazina.).
Popularni serijal avanturističkih igara osamdesetih King's Quest bio je izvorno razvijen za PCjr, a sve kako bi igra iskoristila blagodati PCjrove grafike i zvukovnih mogućnosti, sve u svrhu probijanja računala na tržištu.

## PCjr baština
Tandy je proizveo klon PCjr, Tandy 1000. Kako je pušten u prodaju dva tjedna nakon što je prekinuta prodaja PCjra, Tandy je morao ubrzo promijeniti njegovu tržišnu stategiju. Uređaj i njegovi mnogi njegovi nasljednici u konačnici su se pokazali bolji izdržljiviji od samog PCjr, djelomično zato što se Tandy 1000 prodavao u svuda prisutnim Radio Shack trgovinama i djelomično što je bio jeftiniji, lakši za nadogradnju i skoro u cijelosti kompatibilan s IBM PC-om. Ironično, poboljšani grafički i zvučni standardi koje je PCjr prvi ponudio, postao je poznat kao "Tandy-compatible" ili "TGA."
IBM se vratio na kućno tržište 1990. sa svojom puno više uspješnom IBM PS/1 linijom računala. Riječi "IBM compatible" nosile su dosta više marketinške težine 1990. nego što su 1984.

## Tehničke specifikacije
- Procesor: Intel 8088, 4,77 MHz
- Memorija: 64K na matičnoj ploči nadogradivo do 128K pomoću vanjske kartice. Kasniji dodaci i modifikacije nezavisnih proizvođača povećale su limit na 736K.
- Operacijski sustav: IBM PC-DOS 2.10
- Ulazno/izlazne jedinice: mogućnost priključenja kazeta, svjetlosne olovke, igraćih palica, RGB zaslona. Također su postojali kompozitni video priključak, adapter za prikaz slike na TV-u, audio priključak, priključak za kabl tipkovnice, infracrveni tipkovnički senzor, serijski priključak, te dva cartridge utora.
- Proširivost: 3 unutarnja utora, namijenjena za memoriju, modem, i kontrolna kartica za disketni pogon.
- Video: Motorola 6845, "CGA Plus" 
  - Tekstualni načini: 40x25, 80x25, 16 boja
  - Grafički načini: 320x200x4, 640x480x2, 160x100x16, 160x200x16, 320x200x16, 640x200x4
  - Video memorija se dijelila s prvih 128K sistemske memorije, u rasponu od 2 do 96K.
- Zvuk: Texas Instruments SN76496; tri glasa, 16 neovisne volumenske razine po kanalu, bijeli šum
- Pohrana podataka: 5,25" disketna jedinica ili kazeta.  Ostale vrste uređaja proizvodili su nezavisni proizvođači.
- Tipkovnica: 62 tipke, spajanje kablom ili infra-crvenim načinom.